# Hípica als Jocs Olímpics d'estiu de 2012
Als Jocs Olímpics d'Estiu de 2012, realitzats a la ciutat de Londres (Anglaterra, Regne Unit), es disputaren sis proves d'hípica: doma clàssica, concurs complet i salts, tant en categoria individual com per equips. La competició és de caràcter mixt.
La competició se celebrà entre els dies 28 de juliol i el 9 d'agost a les instal·lacions del Greenwich Park.

## Calendari
| Hípica als Jocs Olímpics d'estiu de 2012 | Hípica als Jocs Olímpics d'estiu de 2012 | Hípica als Jocs Olímpics d'estiu de 2012 | Hípica als Jocs Olímpics d'estiu de 2012 | Hípica als Jocs Olímpics d'estiu de 2012 | Hípica als Jocs Olímpics d'estiu de 2012 | Hípica als Jocs Olímpics d'estiu de 2012 | Hípica als Jocs Olímpics d'estiu de 2012 | Hípica als Jocs Olímpics d'estiu de 2012 | Hípica als Jocs Olímpics d'estiu de 2012 | Hípica als Jocs Olímpics d'estiu de 2012 | Hípica als Jocs Olímpics d'estiu de 2012 | Hípica als Jocs Olímpics d'estiu de 2012 | Hípica als Jocs Olímpics d'estiu de 2012 | Hípica als Jocs Olímpics d'estiu de 2012 | Hípica als Jocs Olímpics d'estiu de 2012 |
| juliol/agost                             | juliol/agost                             | juliol/agost                             | 28                                       | 29                                       | 30                                       | 31                                       | 1                                        | 2                                        | 3                                        | 4                                        | 5                                        | 6                                        | 7                                        | 8                                        | 9                                        |
| ---------------------------------------- | ---------------------------------------- | ---------------------------------------- | ---------------------------------------- | ---------------------------------------- | ---------------------------------------- | ---------------------------------------- | ---------------------------------------- | ---------------------------------------- | ---------------------------------------- | ---------------------------------------- | ---------------------------------------- | ---------------------------------------- | ---------------------------------------- | ---------------------------------------- | ---------------------------------------- |
| Doma individual                          | Doma individual                          | Doma individual                          |                                          |                                          |                                          |                                          |                                          |                                          |                                          |                                          |                                          |                                          |                                          |                                          | F                                        |
| Doma per equips                          | Doma per equips                          | Doma per equips                          |                                          |                                          |                                          |                                          |                                          |                                          |                                          |                                          |                                          |                                          | F                                        |                                          |                                          |
| Salts d'obstacles individual             | Salts d'obstacles individual             | Salts d'obstacles individual             |                                          |                                          |                                          |                                          |                                          |                                          |                                          |                                          |                                          |                                          |                                          | F                                        |                                          |
| Salts d'obstacles per equips             | Salts d'obstacles per equips             | Salts d'obstacles per equips             |                                          |                                          |                                          |                                          |                                          |                                          |                                          |                                          |                                          | F                                        |                                          |                                          |                                          |
| Concurs complet individual               | Concurs complet individual               | Concurs complet individual               |                                          |                                          |                                          | F                                        |                                          |                                          |                                          |                                          |                                          |                                          |                                          |                                          |                                          |
| Concurs complet per equips               | Concurs complet per equips               | Concurs complet per equips               |                                          |                                          |                                          | F                                        |                                          |                                          |                                          |                                          |                                          |                                          |                                          |                                          |                                          |

|  | Competició | F | Final |

## Resum de medalles
| Proves                               | Or | Plata | Bronze |
| Doma clàssica individual detalls     | Charlotte Dujardin (GBR) amb Valegro | Adelinde Cornelissen (NED) amb Parzival | Laura Bechtolsheimer (GBR) amb Minstral Hojris |
| Doma clàssica per equips detalls     | Regne UnitCarl Hester amb Uthopia · Laura Bechtolsheimer amb Minstral Hojris · Charlotte Dujardin amb Valegro                                             | AlemanyaDorothee Schneider amb Diva Royal · Kristina Sprehe amb Desperados · Helen Langehanenberg amb Damon Hill                                                                  | Països BaixosAnky van Grunsven amb Salinero · Edward Gal amb Undercover · Adelinde Cornelissen amb Parzival                                                             |
|                                      | | | |
| Concurs complet individual detalls   | Michael Jung (GER) amb Sam | Sara Algotsson Ostholt (SWE) amb Wega | Sandra Auffarth (GER) amb Opgun Louvo |
| Concurs complet per equips detalls   | AlemanyaPeter Thomsen amb Barny · Dirk Schrade amb King Artus · Ingrid Klimke amb Butts Abraxxas · Sandra Auffarth amb Opgun Louvo · Michael Jung amb Sam | Regne UnitNicola Wilson amb Opposition Buzz · Mary King amb Imperial Cavalier · Zara Phillips amb High Kingdom · Kristina Cook amb Miners Frolic · William Fox-Pitt amb Lionheart | Nova ZelandaJonelle Richards amb Flintstar · Jonathan Paget amb Clifton Promise · Caroline Powell amb Lenamore · Andrew Nicholson amb Nereo · Mark Todd amb Campino     |
|                                      | | | |
| Salts d'obstacles individual detalls | Steve Guerdat (SUI) amb Nino Des Buissonets | Gerco Schroder (NED) amb London | Cian O'Connor (IRL) amb Blue Loyd 12 |
| Salts d'obstacles per equips detalls | Regne UnitScott Brashamb Hello Sanctos · Peter Charles amb Vindicat · Ben Maher amb Tripple X · Nick Skelton amb Big Star                                 | Països BaixosMarc Houtzager amb Tamino · Gerco Schroder amb London · Maikel Van Der Vleuten amb Verdi · Jur Vrieling amb Bubalu                                                   | Aràbia SauditaRamzy Al Duhami amb Bayard Van the Villa There · Abdullah Al Saud amb Davos · Kamal Bahamdan amb Noblesse Des Tess · Abdullah Waleed Sharbatly amb Sultan |

## Medaller

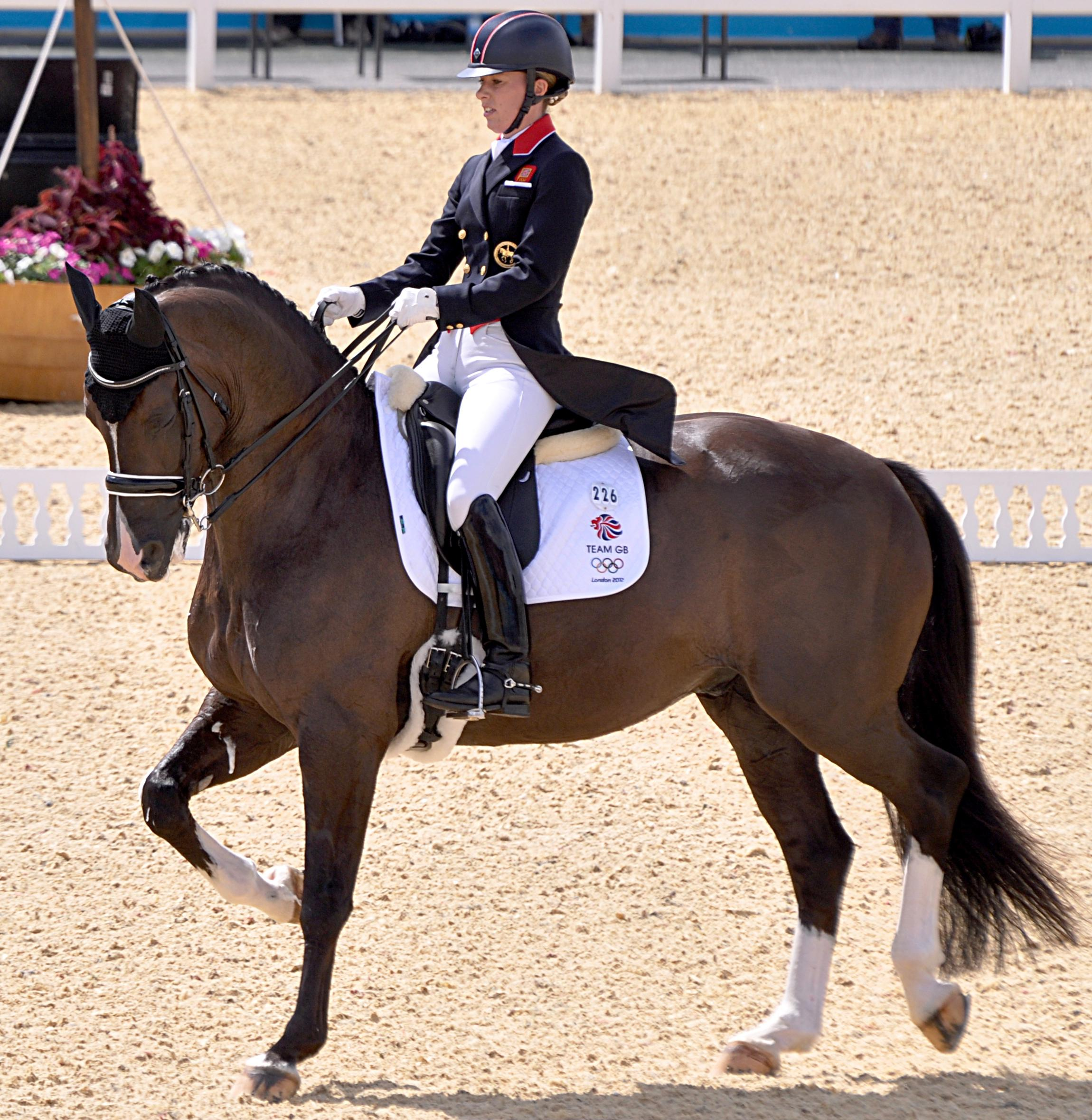
Charlotte Dujardin a la prova de doma.

| Posició | País           | Or | Plata | Bronze | Total |
| 1       | Regne Unit     | 3  | 1     | 1      | 5     |
| 2       | Alemanya       | 2  | 1     | 1      | 4     |
| 3       | Suïssa         | 1  | 0     | 0      | 1     |
| 4       | Països Baixos  | 0  | 3     | 1      | 4     |
| 5       | Suècia         | 0  | 1     | 0      | 1     |
| 6       | Aràbia Saudita | 0  | 0     | 1      | 1     |
| 6       | Irlanda        | 0  | 0     | 1      | 1     |
| 6       | Nova Zelanda   | 0  | 0     | 1      | 1     |
| Total   | Total          | 6  | 6     | 6      | 18    |